# كانيكا كابور
كانيكا كابور (بالإنجليزية: Kanika Kapoor)‏ هي مغنية بلاي باك هندية ولدت في يوم 21 أغسطس 1978 في مدينة لكناو في الهند، حازت على جوائز فيلم فير.

## وصلات خارجية
- كانيكا كابور على موقع IMDb (الإنجليزية)
- كانيكا كابور على موقع ميوزك برينز (الإنجليزية)
- كانيكا كابور على موقع ديسكوغز (الإنجليزية)
- كانيكا كابور على موقع قاعدة بيانات الفيلم (الإنجليزية)